# Cyrestis andamanica
Cyrestis andamanica är en fjärilsart som beskrevs av Wood-mason och De Nicéville 1881. Cyrestis andamanica ingår i släktet Cyrestis och familjen praktfjärilar. Inga underarter finns listade i Catalogue of Life.